# Velivolo ad ali basculanti

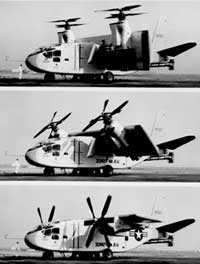
Hiller X-18 mentre ruota le ali

Un velivolo ad ali basculanti è un aeromobile che presenta un'ala orizzontale per il volo in avanti convenzionale e ruota per il decollo e atterraggio verticale. È simile al convertiplano, in cui solo l'elica e il motore ruotano. I velivoli ad ali basculanti posseggono in genere piene capacità VTOL.

Il design di questo velivolo offre alcuni vantaggi nel volo verticale rispetto a un convertiplano. Poiché la scia del rotore colpisce un'ala di dimensione minore, è in grado di applicare più potenza del proprio motore per sollevare l'aereo. Per esempio, il convertiplano V-22 Osprey perde circa il 10% della sua spinta a causa dell'interferenza dalle ali. Lo svantaggio principale delle ali basculanti è il controllo durante il decollo dato che l'ala inclinata verticalmente rappresenta un'ampia area di superficie che viene spinta dai venti trasversali. I convertiplani hanno generalmente una migliore efficienza di decollo a quelli ad ali basculanti, ma meno degli elicotteri.
A partire dal 2014, la NASA sta testando un velivolo ad ali basculanti ibrido diesel-elettrico lungo 3 metri e composto da 10 rotori, chiamato GL-10 Greased Lightning, con la maggior parte delle eliche che si piegano durante il volo orizzontale.

## Lista di velivoli ad ali basculanti
Modelli ad ali basculanti con propulsione a razzo, a elica o propulsore
- 1957 – Vertol VZ-2
- 1959 – Hiller X-18
- 1959 – Kaman K-16B
- 1964 – LTV XC-142
- 1965 – Canadair CL-84